# آریل (قمر)
آریل (Ariel) از ماه‌های سیاره اورانوس است که در ۲۴ اکتبر ۱۸۵۱ و توسط ویلیام لاسل کشف شد.
آریل چهارمین ماه بزرگ در میان ۲۷ ماه اورانوس است 
مدار چرخش آریل به‌دور اورانوس در سطح صفحه استوایی اورانوس قرار دارد که تقریباً عمود بر مدار خود اورانوس است. به این خاطر تغییر فصول در آریل شدید است.
بیشتر داده‌های مربوط به آریل از یک سفر عبوری فضاپیمای وویجر ۲ از کنار این قمر به‌دست آمده که طی آن حدود ۳۵ درصد از سطح آریل تصویربرداری شد.